# 佐藤信夫 (言語哲学者)
佐藤 信夫（さとう のぶお、1932年9月24日 - 1993年5月19日）は、日本の言語哲学者。専門はフランス思想および言語哲学。
言葉の構造と意味をレトリックの面から探求する。19世紀末まで人文教養の中心で、それ以後急速に消滅したレトリックを見直そうとする。著書に『記号人間』(1977年)、『レトリック感覚』(1978年)など。

## 略歴
東京府（現東京都杉並区）出身。東京大学文学部哲学科卒。國學院大學助教授、教授。おもに「レトリック」に関する著作を数多く残したことで知られている。また翻訳も手掛け、ロラン・バルトなどの訳書がある。

## 著書
- 『記号人間』（1977年、大修館書店）
- 『レトリック感覚』（1978年、講談社/1986年、講談社文庫/1992年、講談社学術文庫）
- 『レトリック認識』（1981年、講談社/1992年、講談社学術文庫）
- 『レトリックを少々』（1985年、新潮社/『レトリックの記号論』1993年、講談社学術文庫）
- 『日本語の世界10 日本語を生きる』（1985年、中央公論社）共著：筒井康隆、井上ひさし、中村雄二郎
- 『言述のすがた―《わざとらしさ》の修辞学』（1986年、青土社/『わざとらしさのレトリック 言述のすがた』1994年、講談社学術文庫）
- 『意味の弾性』（1986年、岩波書店/『レトリックの意味論 意味の弾性』1996年、講談社学術文庫）
- 『レトリック・記号　etc.』（1986年、創知社）
- 『レトリックの消息』（1987年、白水社）
- 『レトリック事典』（共著）（2006年、大修館書店）

## 訳書
- ピェール・ギロー『意味論 ことばの意味』（1958年、白水社/1990年文庫クセジュ）
- ピェール・ギロー『文体論 ことばのスタイル』（1959年、白水社/文庫クセジュ）
- L･J･プリエト「記号学」（アンドレ・マルティネ編、泉井久之助監修『近代言語学大系1 -言語の本質』（1971年、紀伊國屋書店）収録
- ロラン・バルト『モードの体系 その言語表現による記号学的分析』（1972年、みすず書房）
- ピエール・ギロー『記号学 意味作用とコミュニケイション』（1972年、白水社/文庫クセジュ）
- ジャック・アンリオ『遊び 遊ぶ主体の現象学へ』（1974年、白水社/1981年、白水叢書/2000年新装復刊）
- ジョルジュ・ムーナン『二十世紀の言語学』（1974年、白水社/2001年新装復刊）
- ロラン・バルト『彼自身によるロラン・バルト』（1979年、みすず書房/1997年新装版）